# Georgios Banikas
Geórgios Baníkas (griechisch Γεώργιος Μπανίκας; * 19. Mai 1888 in Athen; † 9. April 1956) war ein griechischer Stabhochspringer, der dreimal an Olympischen Spielen teilnahm.
Bei den Olympischen Zwischenspielen 1906 in Athen wurde er Fünfter und bei den Spielen 1908 in London Sechster.
1912 in Stockholm schied er in der Vorrunde aus.